# Centaurea ambigua
Centaurea ambigua — вид квіткових рослин айстрових (Asteraceae). Це ендемік Італії.
Дворічний напівкриптофіт. Листя перисті з лінійними сегментами; верхні майже суцільні, ланцетно-лінійні.